# Bitva u Appomattoxu
Bitva u Appomattoxu se odehrála 9. dubna 1865 a byla poslední velkou bitvou Americké občanské války. Generál Lee (Konfederace) kapituloval před generálem Grantem (Unie).
První boje začaly již 8. dubna u vlakového nádraží u Appomattoxu, kdy Unie přepadla a spálila Konfederační vlaky se zásobami čekajícími na příchod armády. Pronásledovaný generál Lee se plánoval dostat do Lynchburgu pro další zásoby, v cestě mu však bránila kavalerie Unie. Za úsvitu Konfederace zahájila útok proti kavalerii, které během noci přispěchala na pomoc XXIV. armáda. V průběhu bojů nezbyla Konfederaci jiná možnost, než se vzdát přesile.